# 熙德之歌
《熙德之歌》（西班牙語：El Cantar de Mio Çid）是西班牙史詩，與《羅蘭之歌》齊名，是中世紀偉大的騎士文學史詩。
《熙德之歌》描述騎士熙德的生平。雖說《熙德之歌》是根據史實改編，但還是有諸多不同的地方。像是：熙德是因為擅自攻打托萊多城才遭流放，而非遭人誣陷；熙德離開卡斯提爾王國後是去當傭兵，也幫摩爾人打仗過等。

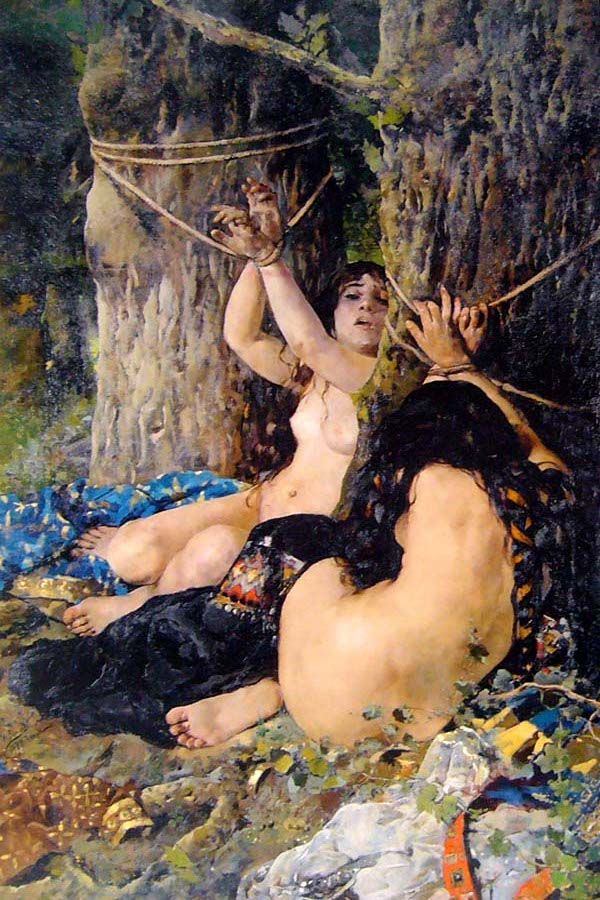
熙德女兒被綁在樹上
Ignacio Pinazo Camarlench繪，1879

## 故事內容
《熙德之歌》包含三個部分：

### 第一部分（第1-1084節）
國王阿方索六世派遣熙德去徵收摩爾國王的供品。當熙德回到卡斯提爾後，嫉妒他的臣子誣陷熙德私吞供品，於是阿方索六世流放熙德，並剝奪他的財產，他也跟妻女分離。
離開卡斯提爾後，為了奪回名譽，熙德開始四處與摩爾人作戰，隨著每一次的戰勝，熙德名聲漸大，戰利品也越來越多，也招募到許多英雄豪傑，攻佔了瓦倫西亞，並光榮歸國。

### 第二部分（第1085-2277節）
熙德送禮給阿方索六世，並與妻女們團聚，將她們帶回瓦倫西亞。
卡斯提爾的兩個貴族子弟貪圖熙德的財富、名聲、地位，因此請求阿方索六世為他們牽線，想迎娶熙德的女兒。阿方索六世寬恕了熙德，並為卡里翁伯爵的兩位兒子做媒，熙德不願意，但看在國王的面子上，答應了下來。卡里翁兩公子十分膽小，被園子裡眷養的獅子嚇到，一直被熙德的手下嘲笑。

### 第三部分（第2278-3730節）
在迎娶熙德女兒的那一天，卡里翁兩公子在經過樹林時，脫去新婚妻子的衣服，打昏她們、搶走她們的嫁妝然後將她們丟棄在樹林中。幸而被熙德派去的姪子發現了，連忙通報熙德。
熙德向阿方索六世討公道，向卡里翁一家決鬥，在國王的主持下，熙德的手下將卡里翁一家擊敗，兩位女兒再嫁，婚禮非常盛大。

## 《熙德之歌》所反映的時代背景
1. 西班牙人民欣賞騎士精神，騎士要有高貴的品德，忠誠、寬厚、仁慈，並且要允文允武。
2. 對於摩爾人的佔領，西班牙人民不滿，需要有一位民族英雄。
3. 相較傳統貴族，人民欣賞的是靠個人戰績贏得財富與地位的新興貴族：騎士。

## 外部連結
- 熙德之歌 古老的西班牙騎士文學